# Hermann Storch
Hermann Friedrich Storch (* 4. Mai 1908 in Tiefenort; † 17. März 1988 in Bad Liebenstein) war ein deutscher Partei- und Gewerkschaftsfunktionär. Er war Mitglied des Zentralkomitees (ZK) der Sozialistischen Einheitspartei Deutschlands (SED).

## Leben
Hermann Storch wurde in eine kinderreiche Bergarbeiterfamilie hineingeboren. Er erlernte von 1923 bis 1926 den Beruf eines Maurers. Er war Mitglied der Sozialdemokratischen Partei Deutschlands (SPD). Im September 1946 kam er aus amerikanischer Kriegsgefangenschaft in Frankreich zurück. In diesem Jahr wurde er Mitglied der SED. Hermann Storch arbeitete seit 1946 im Kaliwerk Merkers, das am 17. Januar 1946 seine Produktion wieder aufgenommen hatte. Zunächst als Postenmann, später in einer Isolierbrigade. Er wurde von der Belegschaft zum gewerkschaftlichen Vertrauensmann gewählt und war langjähriger Vorsitzender der Abteilungsgewerkschaftsleitung (AGL) im VEB Kalikombinat Werra in Merkers (ehemaliger Bezirk Suhl).
Herrmann Storch organisierte Lebensmittel für Zwangsarbeiter in Merkers und informierte sie über das Frontgeschehen.
Im Jahr 1951 war Hermann Storch Hauptinitiator des Baus des Ferienlagers in Friedrichroda.
Von 1958 bis 1976 war Hermann Storch Mitglied des ZK der SED.
Am 18. August 1987 erhielt er die Ehrenbürgerwürde der Gemeinde Tiefenort anlässlich der 850-jährigen Geschichte des Ortes. Hermann Storch war der Initiator des Baus des Schwimmbads  in seiner Heimatgemeinde in den Jahren 1965 bis 1968. Er organisierte aus dem Zementwerk Rüdersdorf 250 Tonnen Zement. Die Tiefenorter beteiligten sich aktiv am Bau ihres Schwimmbades; 1.200 Bürger leisteten 175.000 Stunden freiwillige Arbeit. Nach Fertigstellung hatte es einen Wert von 1,3 Millionen Mark. Hermann Storch ließ das Warmwasser aus den Kühltürmen des Kalibetriebs in Merkers in das Schwimmbad Tiefenort leiten, um auch bei ungünstiger Witterung das Schwimmen zu ermöglichen.
Hermann Storch heiratete am 25. November 1932 Margarethe Elise Wenig (* 29. April 1911 in Oberröblingen am See; † 6. Januar 1997 in Bad Salzungen). Das Paar hatte einen Sohn und eine Tochter.

## Auszeichnungen
- Aktivist der ersten Stunden (13. Oktober 1949)
- siebenfacher Aktivist
- Vaterländischer Verdienstorden in Bronze
- Karl-Marx-Orden (20. Juni 1968)